# Britische Inlinehockeynationalmannschaft
Die britische Inlinehockeynationalmannschaft repräsentiert den Britischen Verband auf internationaler Ebene, wie bei der IIHF Inlinehockey-Weltmeisterschaft. Aktueller Trainer ist Nick Crawley.
Bei der IIHF Weltmeisterschaft spielen die Briten in der sogenannten Division I, dort konnten sie bereits zweimal die Goldmedaille gewinnen. Zuletzt gelang ihnen dieses bei der Weltmeisterschaft 2006 in Budapest.

## Aktueller Kader
Kader bei der IIHF Inlinehockey-Weltmeisterschaft 2008 vom 21. Juni bis 28. Juli in Bratislava.
- Torhüter
  - (32) Ben Schofield
  - (1) James Tanner

- Verteidiger
  - (8) Mark Corfield
  - (23) Scott Glover
  - (48) Mark Hallam
  - (4) Simon Hehir
  - (9) Alex Pearman
  - (22) Andrew Sillitoe
  - (11) Mark Thomas
  - (25) Joe Wightman

- Stürmer
  - (21) Joe Bjorndal
  - (7) Stu Brian
  - (17) Christopher Colegate
  - (16) John Dolan
  - (18) Remi Moses
  - (44) Tim McKay
  - (19) Karl Niamatali

## Trainerstab
- Trainer:  Nick Crawley
- Co-Trainer:  Jon Maw
- Manager:  David Hawkins
- Schatzmeister:  John Crawley
- Betreuer:  Rene Ross